# Showtime, Storytime
Showtime, Storytime é o terceiro álbum ao vivo e o quarto DVD da banda finlandesa de metal sinfônico Nightwish, que foi lançado em 29 de novembro de 2013 na Europa pela Nuclear Blast. O disco foi gravado durante o concerto da banda no festival Wacken Open Air na Alemanha em agosto do mesmo ano, sendo também o primeiro trabalho oficial do grupo com a vocalista Floor Jansen.
Além do show, o DVD inclui ainda dois videoclipes das canções "I Want My Tears Back" na Finlândia, e "Ghost Love Score" na Argentina, além do documentário "Please Learn the Setlist in 48 Hours", que foi gravado durante a turnê do álbum Imaginaerum.

## Faixas
| N.º            | Título                  | Compositor(es)            | Duração |  |
| 1.             | "Dark Chest of Wonders" | Tuomas Holopainen         | 4:32    |  |
| 2.             | "Wish I Had an Angel"   | Holopainen                | 4:48    |  |
| 3.             | "She Is My Sin"         | Holopainen                | 4:55    |  |
| 4.             | "Ghost River"           | Holopainen                | 6:04    |  |
| 5.             | "Ever Dream"            | Holopainen                | 5:21    |  |
| 6.             | "Storytime"             | Holopainen                | 4:01    |  |
| 7.             | "I Want My Tears Back"  | Holopainen                | 6:44    |  |
| 8.             | "Nemo"                  | Holopainen                | 4:45    |  |
| 9.             | "Last of the Wilds"     | Holopainen                | 6:31    |  |
| 10.            | "Bless the Child"       | Holopainen                | 7:06    |  |
| 11.            | "Romanticide"           | Holopainen, Marco Hietala | 5:39    |  |
| 12.            | "Amaranth"              | Holopainen                | 4:25    |  |
| 13.            | "Ghost Love Score"      | Holopainen                | 10:30   |  |
| 14.            | "Song of Myself"        | Holopainen                | 7:53    |  |
| 15.            | "Last Ride of the Day"  | Holopainen                | 4:34    |  |
| 16.            | "Imaginaerum"           | Holopainen, Pip Williams  | 6:15    |  |
| Duração total: | Duração total:          | Duração total:            | 94:03   |  |

## Contéudo especial
1. Vídeo ao vivo de "I Want My Tears Back" (gravado em 10 de novembro de 2012, Hartwall Areena, Helsinque, Finlândia)
2. Vídeo ao vivo de "Ghost Love Score" (gravado em 14 e 15 de dezembro de 2012, Teatro Flores, Buenos Aires, Argentina)
3. Documentário Please Learn the Setlist in 48 Hours
4. Vídeo bônus "Nightwish Table Hockey Tournament"
5. Vídeo bônus "Christmas Song for a Lonely Documentarist"

## Desempenho nas paradas
| País           | Parada (2013)           | Melhor posição (CD / DVD) |
| -------------- | ----------------------- | ------------------------- |
| Alemanha       | Media Control Charts    | 6 / 1                     |
| Bélgica        | Ultratop (Flandres)     | 184 / 15                  |
| Bélgica        | Ultratop (Valônia)      | 158 / 6                   |
| Coreia do Sul  | Gaon Album Chart        | 49 /                      |
| Estados Unidos | Hard Rock Albums        | 13 /                      |
| Finlândia      | Suomen virallinen lista | 40 / 1                    |
| França         | SNEP                    | / 2                       |
| Japão          | Oricon                  | / 131                     |
| Países Baixos  | Dutch Charts            | / 14                      |
| Reino Unido    | UK Albums Chart         | 126 /                     |
| Reino Unido    | UK Indie Chart          | 13 /                      |
| Reino Unido    | UK Rock Chart           | 5 /                       |
| Suécia         | Sverigetopplistan       | / 2                       |
| Suíça          | Swiss Hitparade         | 52 / 3                    |

## Créditos
A seguir estão listados os músicos e técnicos envolvidos na produção do álbum Showtime, Storytime:

### A banda
- Tuomas Holopainen – teclado
- Emppu Vuorinen – guitarra
- Jukka Nevalainen – bateria, percussão
- Marco Hietala – baixo, vocais
- Troy Donockley – gaita irlandesa, tin whistle, vocais
- Floor Jansen – vocais